# البنك الأهلي اليوناني
البنك الأهلي اليوناني أو البنك الوطني اليوناني (باليونانية: Εθνική Τράπεζα της Ελλάδος)؛ (بالإنجليزية: National Bank of Greece))، شركة خدمات مصرفية ومالية عالمية يقع مقرها الرئيسي في أثينا، اليونان. يقدم البنك منتجات وخدمات مالية مثل الخدمات المصرفية للأفراد، والخدمات المصرفية للشركات، والتأمين، والخدمات المصرفية الاستثمارية، وقروض الرهن العقاري، والخدمات المصرفية الخاصة، والأسهم الخاصة، وإدارة الثروات، وبطاقات الائتمان، والخزينة وأسواق رأس المال.
أغلب أرباح التوفير المسبق للبنك محلية حيث بلغت أرباح البنك داخل اليونان فقط قبل الضرائب 85% من عملياته، في حين بلغت العمليات الخارجية 15% فقط أغلبها من جنوب شرق أوروبا. لذلك تعتبر المجموعة أكبر بنك يوناني من حيث إجمالي الأصول وثالث أكبر بنك من حيث القيمة السوقية بقيمة 1.06 مليار يورو في 4 ديسمبر 2018، وثاني أكبر بنك من حيث الودائع في اليونان بعد بنك بيريوس، ورابع أكبر بنك من حيث أصول القروض اليونانية بعد بنك بيريوس وبنك ألفا ويورو بنك ايرجاسيس.
أسس المصرفيان جان غابرييل إينارد وجورجيوس ستافروس البنك الوطني اليوناني في عام 1841 كبنك تجاري. انتخب ستافروس كأول مدير للبنك الوطني حتى إنشاء بنك اليونان في عام 1928. تمتع البنك بالحق في إصدار الأوراق النقدية منذ بداية البنك الوطني وحتى إنشاء بنك اليونان في عام 1928. أدرج البنك الوطني اليوناني في البورصة اليونانية منذ تأسيس بورصة أثينا للأوراق المالية في عام 1880 في قائمة ما زالت بها حتى الوقت الحاضر.
البنك مدرج حاليا في بورصة أثينا (ETE, ISIN GRS003003019)، أحد مكونات مؤشر FTSE/Athex. في الفترة ما بين عام 1999 إلى عام 2015 أدرج البنك في بورصة نيويورك في قائمة (ADR, ISIN US6336437057).
يعتبر البنك الأهلي اليوناني من أقدم وأكبر بنوك اليونان. وله وجود قوي في دول جنوب شرق أوروبا وشرق المتوسط. ويملك بنوك تابعة في أكثر من 18 دولة، منهم تركيا، قبرص، روسيا، بلغاريا، جنوب أفريقيا.

## التاريخ

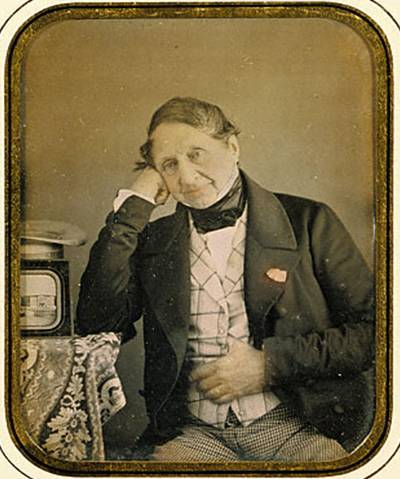
جان جابرييل اينارد

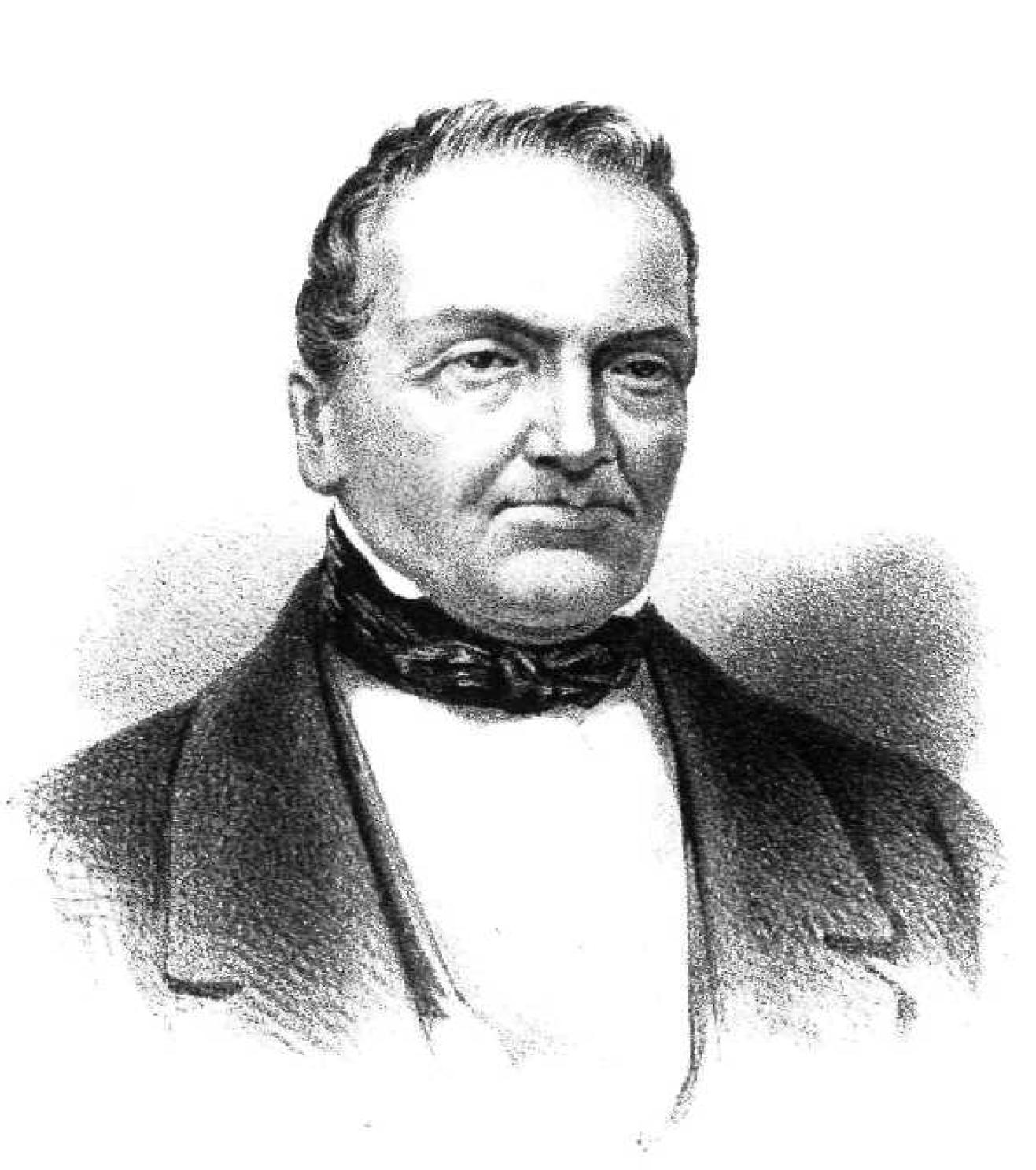
جورجيوس ستافروس

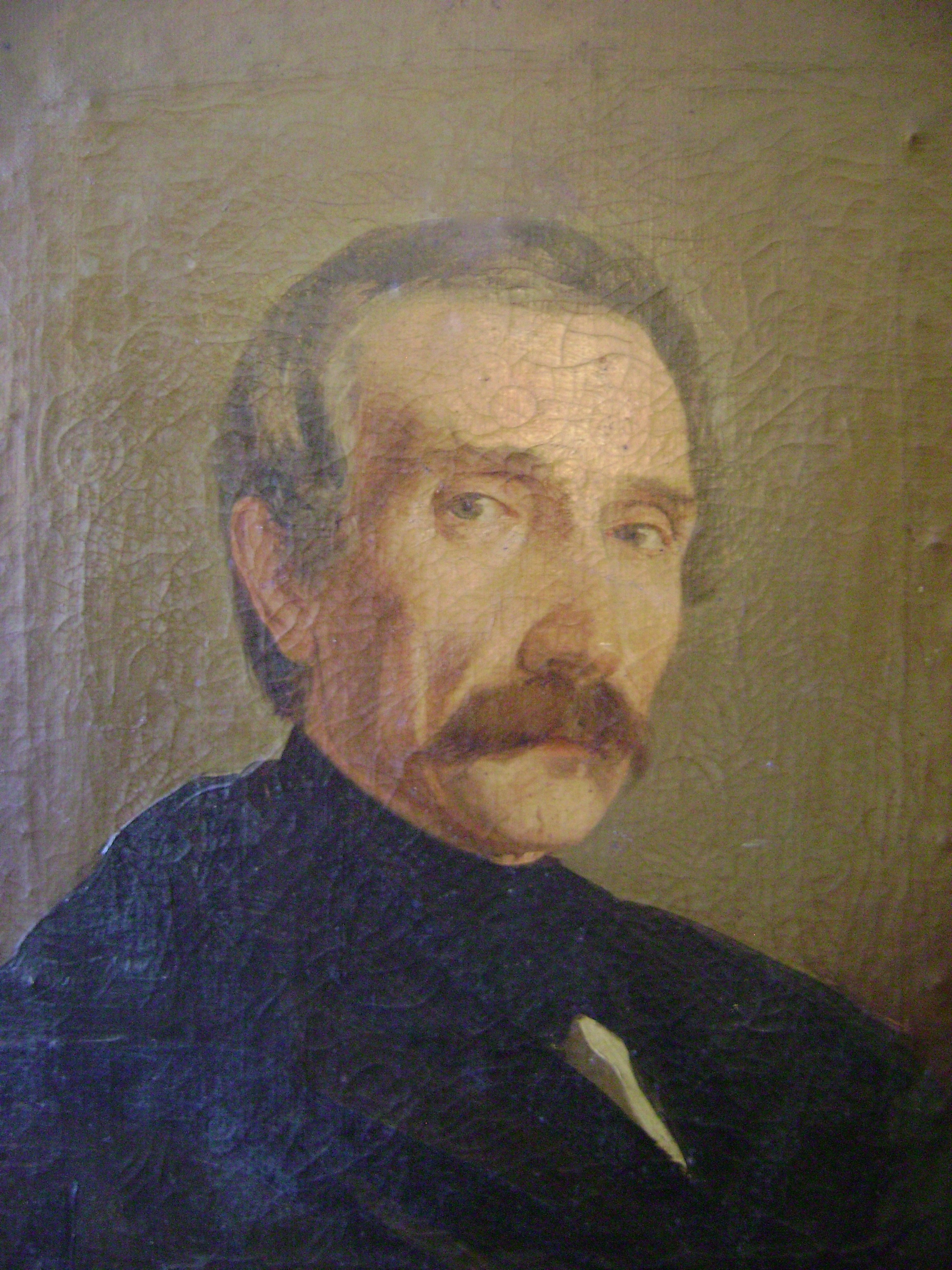
جوليوس فون هوسلين (Έσσλιν)

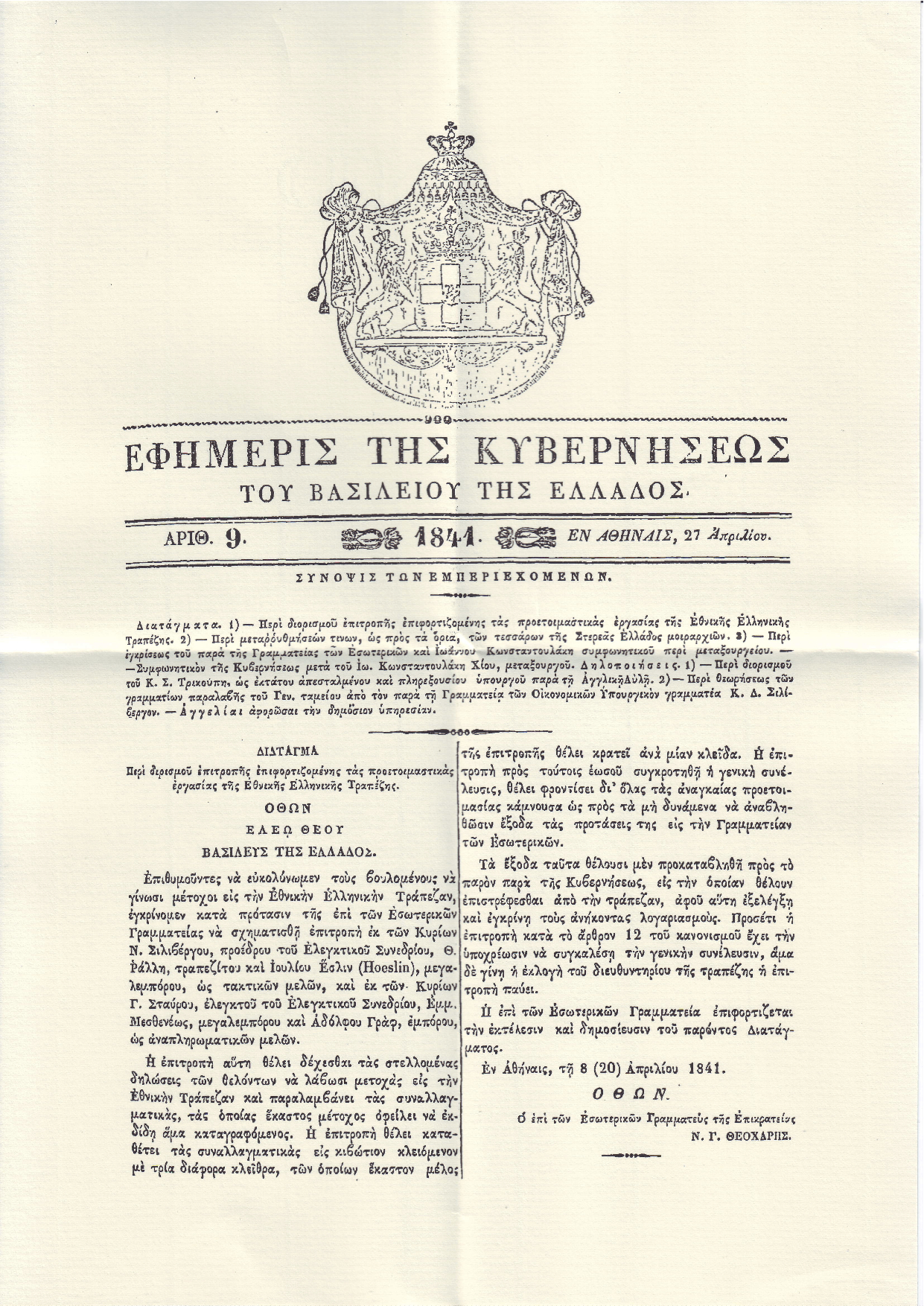
المرسوم الملكي بتأسيس البنك الوطني اليوناني ، 27 أبريل 1841.

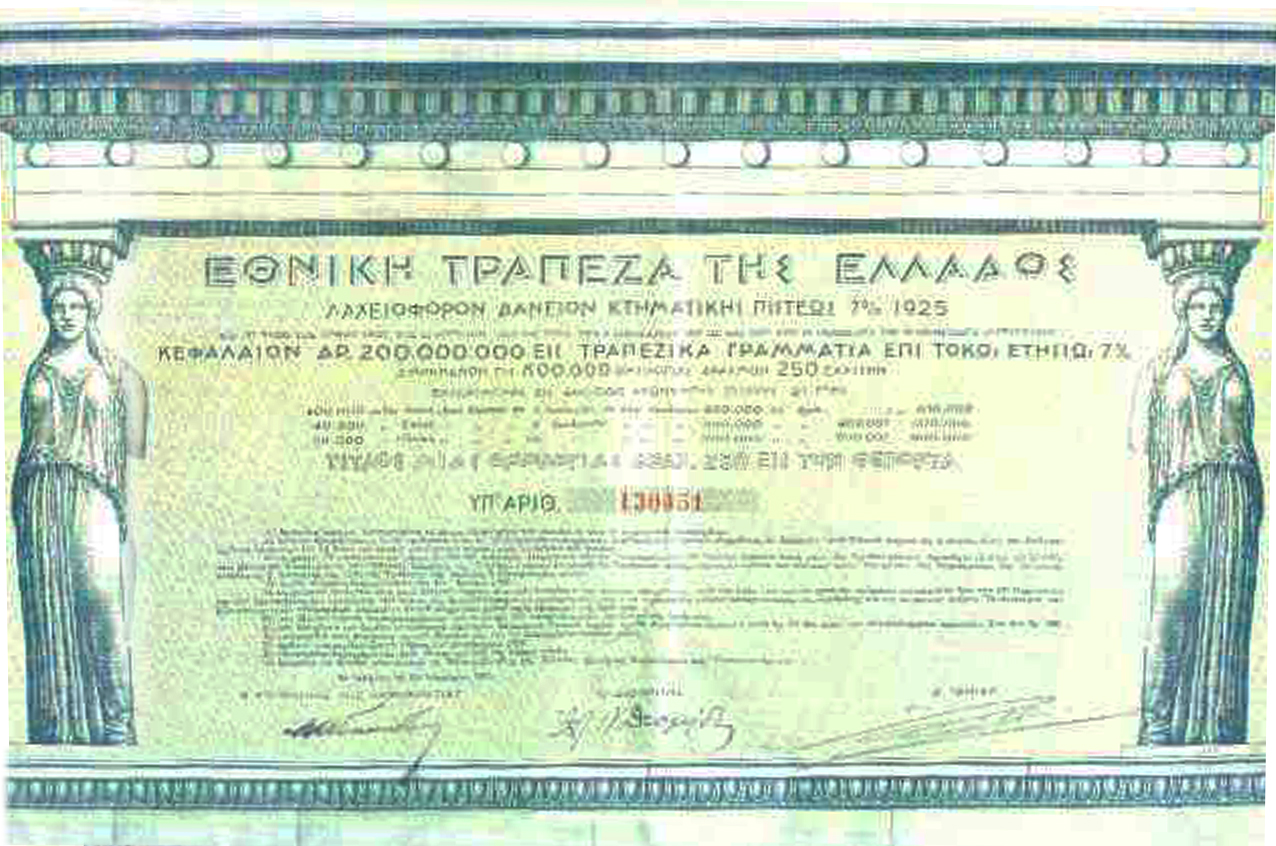
سهم صدر عام 1925.

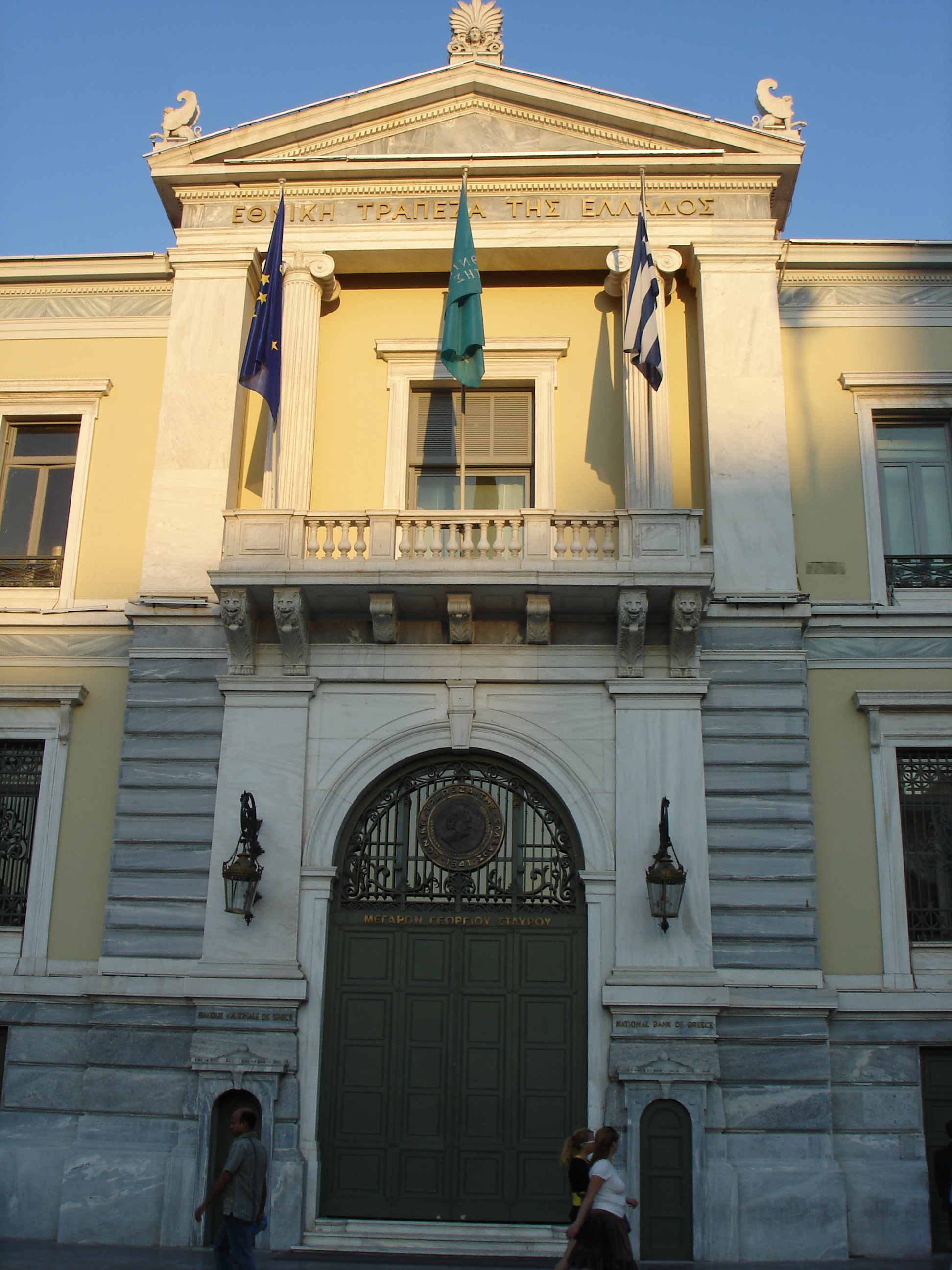
مقر البنك في أثينا.

تأسس البنك الأهلي اليوناني في عام 1841 في أثينا، بموجب مرسوم (أ) نشر في الجريدة الرسمية، العدد السادس من 30 مارس 1841، صفحة 59 ينص على ضرورة إنشاء بنك وطني. اعتبر البنك الوطني بذلك مؤسسة خاصة محدودة مقرها في أثينا برأس مال قدرة 5,000,000 دراخمة، مقسمة إلى 5,000 سهم قيمة السهم الواحد 1,000 دراخما.
عند التأسيس كانت الدولة هي المساهم الأكبر برصيد 1,000سهم من أصل 3,402 سهم. جاء نيكولاس زوسيماس في المركز الثاني برصيد 500 سهم ثم جيب جابيرل إينارد برصيد 300 سهم ثم الملك لويس من بافاريا برصيد 200 سهم، ثم كونستانتينوس فرانيس برصيد 150 سهم، وأدولف جراف برصيد 146 سهم وثيودوروس راليس برصيد 100 سهم. اشترت مؤسسة روتشيلد فرير باريس 50 سهم كما اشترى جان جابرييل إينارد 50 سهما إضافيا لتعزيز مكانة البنك الجديد.
امتلك البنك امتياز الحق الوحيد في إصدار الأوراق النقدية إلى أن فقده في عام 1928 بعد أن تولى بنك اليونان الذي المنشأ حديثًا منصب البنك المركزي للبلاد. في عام 1899، استحوذ البنك الأهلي اليوناني على بنك إيبيروس وتيسالي. أسس أندرياس سينجروس البنك في فولوس عام 1882. ولسوء الحظ، لم يتمكن البنك من التعافي من وفاة سالشرق.س ومن الحرب اليونانية التركية عام 1897.
شهد وصول القرن العشرين توسع عمليات البنك الأهلي اليوناني على الصعيد الدولي. في عام 1904، أسس البنك الأهلي اليوناني بنك الشرق، بالتعاون مع ناشيونال الألماني الذي انسحب سريعا من المشروع. احتفظ اليونانيون بفرعي البنك في سالونيك (سيلانيك)، سميرنا (إزمير) والتي كانت جزءا من الإمبراطورية العثمانية آنذاك، وفرع الإسكندرية في مصر. بعد مرور ثلاث سنوات، اختار البنك الأهلي اليوناني قبرص كموقع جديد.
مع قيام الحرب العالمية الأولى، طلبت الحكومة اليونانية من البنك الأهلي اليوناني تمويل الجيش في شرتء معدات عسكرية جديدة، الأمر الذي رفضه البنك. دفع ذلك الحكومة إلى إصدار قرار يسمح لها بتعيين أعضاء في مجلس إدارة البنك وبالتالي أصبح البنك تابعا للحكومة.
في عام 1919، أعلن البنك الأهلي اليوناني استحواذه على بنك كريت (تريزا كريتيس). لكن مع توقيع معاهدة لوزارن في عام 1923، أجبرت الحكومة اليونانية والتركية على التبادل الإجباري للسكان، مما أدي إلى رحيل الإغريق من سميرنا وبالتالي إغلاق الفرع في نهاية المطاف.
شهدت فترة الثلاثينيات مزيدا من عمليات التوسع الدولي. ففي عام 1930، جمع البنك الأهلي اليوناني وبنك أثينا أنشطتهما في مصر في شركة تابعة مشتركة، باسم البنك الوطني لليونان وأثينا. بعد ذلك بعامين، استحوذ البنك الأهلي اليوناني على بنك الشرق. في عام 1939، عشية الحرب العالمية الثانية، أنشا البنك الأهلي اليوناني بنك هيلينك، شركة فرعية له في نيويورك، الولايات المتحدة الأمريكية.
مع قيام الحرب العالمية الثانية وسيطرة ألمانيا على اليونان خضعت إدارة البنك الأهلي اليوناني إلى بنك دويتشه.

### بعد الحرب العالمية الثانية
في عام 1953، استحوذ البنك الوطني على بنك أثينا، وكان في ذلك الوقت ثاني أكبر بنك في اليونان. تعاون كلا البنكين من قبل في فروعهما الأجنبية في الشرق الأوسط تحت اسم البنك الأهلي لليونان وأثينا. استحوذ البنك الأهلي اليوناني أيضا على بنك جنوب أفريقيا التابع لبنك أثينا والذي تأسس في عام 1947. ما زال بنك جنوب أفريقيا يتبع البنك الأهلي التجاري حتى زمننا الحالي.
في عام 1960، أعلنت جمهورية مصر العربية تأميم جميع البنوك في مصر، بما في ذلك البنك الأهلي لليونان وأثينا الذي اندمج بعد ذلك في البنك الأهلي المصري.

## الفروع

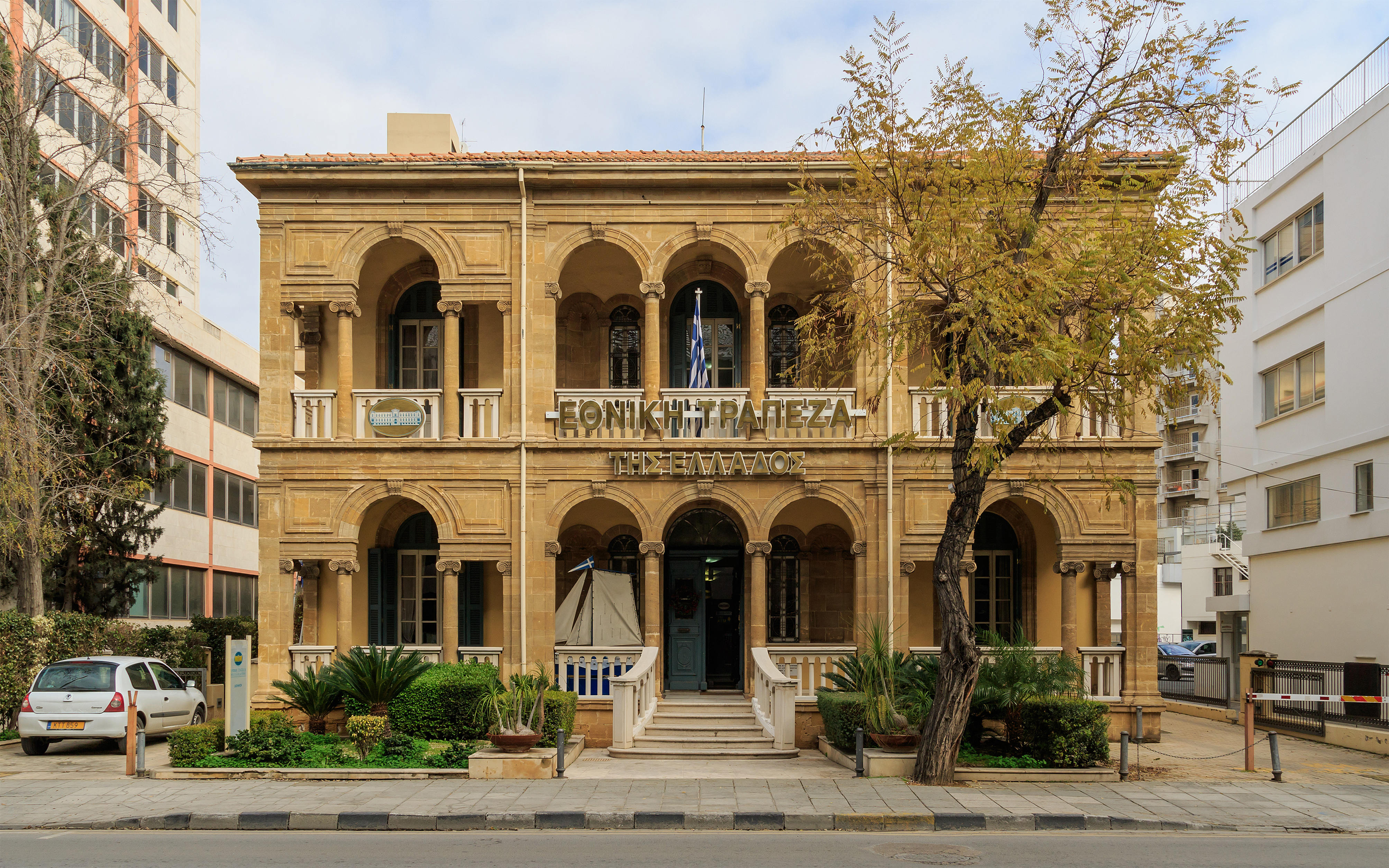
البنك الوطني اليوناني في نيقوسيا، قبرص.

يمتلك البنك أكثر من 500 فرع، أغلبهم في اليونان ثم أستراليا، ومصر والمملكة المتحدة. كما يمتلك فروعًا مصرفية في ألبانيا، وبلغاريا، وقبرص، ومقدونيا الشمالية، ومالطا، ورومانيا، وصربيا وجنوب إفريقيا.

### عمليات الاستحواذ السابقة
- بنك أثينا، اليونان، في عام 1952.
- بنك ستوب انساكا، مقدونيا الشمالية، في عام 2000.
- البنك البلغاري المتحد، بلغاريا، في الفترة ما بين عامي 2000- 2017.
- بانكا رومانيسكا، رومانيا، في الفترة ما بين عامي 2002-2017.
- بنك فوجوفودانسكا، صربيا، في الفترة ما بين عامي 2005- 2017.
- بنك فاينان، تركيا، في الفترة ما بين عامي 2006- 2015.[18]

## شخصيات بارزة في تاريخ البنك الأهلي اليوناني

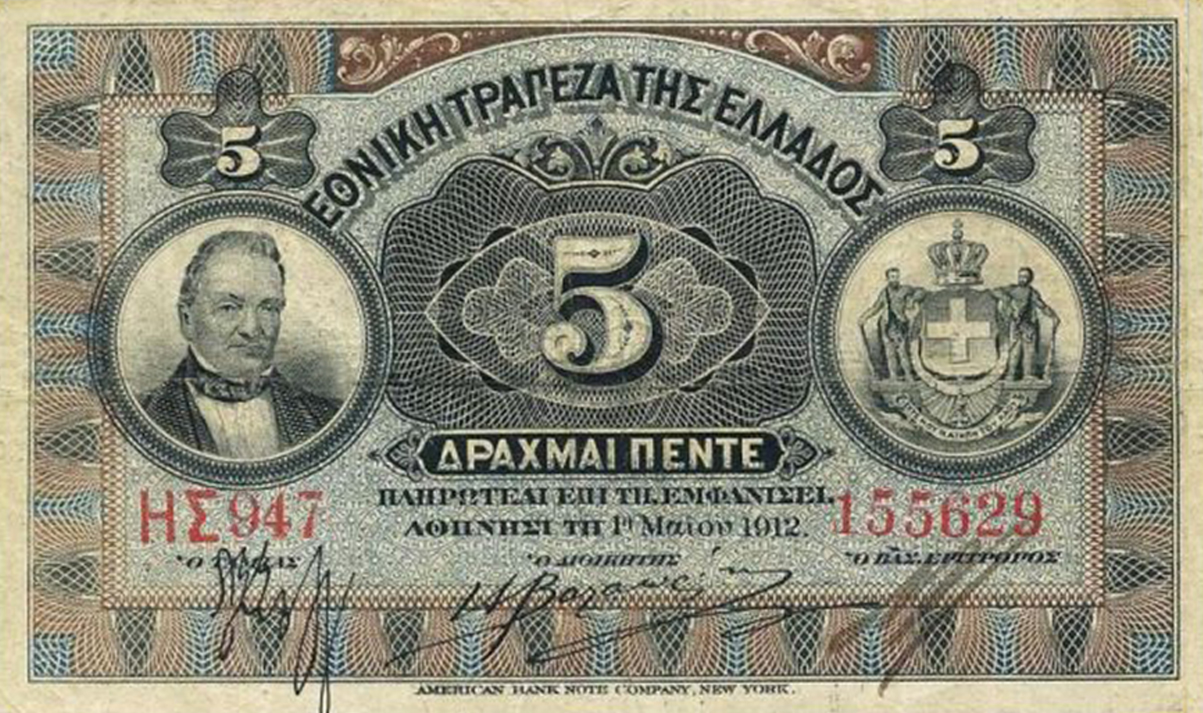
ورقة نقدية يونانية صادرة عن البنك الأهلي التجاري عام 1912 تحمل صورة جورجيوس ستافرو.

- جان جابرييل إينارد، ولد عام 1775 وتوفي في عام 1863، مصرفي ومؤسس البنك الأهلي اليوناني.
- جورجيوس ستافروس، ولد عام 1788 وتوفي عام 1869، مصرفي ومؤسس مشارك للبنك الأهلي اليوناني.
- جوليوس فون هوبلن، ولد عام 1802 وتوفي في 1849، مصرفي.
- ألكسندروس ديوميديس، محافظ البنك الوطني اليوناني، ومؤسس ومحافظ بنك اليونان فيما بعد.
- جورجيوس مافروس، ولد عام 1909 وتوفي عام 1995، رئيس مجلس إدارة المؤسسة الثقافية عام 1966.

## الرعاية
يرعى البنك الأهلي اليوناني العديد من الأعمال الخيرية من خلال المؤسسة الثقافية للبنك الوطني اليوناني والعديد من المبادرات الخيرية الأخرى، على سبيل المثال يدعم البنك طباعة الكتب، تطوير وتمويل المسارح، تنظيم مسابقة أي بنك للمنافسة والابتكار والتكنولوجيا لمكافأة الأفكار الأصلية القائمة على التقنيات الجديدة في الخدمات المصرفية الإلكترونية والتجارة الإلكترونية (أقيمت المنافسة الثالثة في عام 2012).
مع تفاقم الأزمة اليونانية وتدهور القطاع الصحي، شيد البنك جناحا كاملا في مستشفى إيفان جليسموس في أثينا بتكلفة تجاوزت 30 مليون جنيه استرليني.

## وصلات خارجية
- الموقع الرسمي
- الملف التعريفي للشركة على موقع ريتورز.
- أسعار الأسهم- بلومبيرغ إل بي.
- البنك الوطني اليوناني في الفترة ما بين عامي 1841-2006. التسلسل الزمني التاريخي.
- البنك الوطني اليوناني- أخبار- جوجل فاينانس.